# Hippocrepis atlantica
Hippocrepis atlantica är en ärtväxtart som beskrevs av John Ball. Hippocrepis atlantica ingår i släktet hästskoklövrar, och familjen ärtväxter. Inga underarter finns listade i Catalogue of Life.